# Gare de Pugieu
La gare de Pugieu était une halte ferroviaire française de la ligne de Pressins à Virieu-le-Grand, située sur le territoire de la commune de Pugieu (Commune de Chazey-Bons), dans le département de l'Ain, en région Auvergne-Rhône-Alpes.

## Situation ferroviaire
Établie à 247 m d'altitude, la gare de Pugieu est située au point kilométrique (PK) 116,134 de la ligne de Pressins à Virieu-le-Grand, entre la gare fermée de Chazey-Bons et celle ouverte de Virieu-le-Grand - Belley.

## Histoire
La section de Virieu-le-Grand à Belley ouvre le 30 août 1880 sous la Compagnie des chemins de fer de Paris à Lyon et à la Méditerranée (PLM).
La gare ferme au trafic voyageur le 20 mai 1940. Néanmoins, un trafic Fret sans arrêt à Pugieu subsistera de 1974 à 2017. De 2008 à 2021, la gare de Pugieu sera le point de départ d'un Vélorail d'un parcours d'une longueur de 2,5 Km utilisant la portion entre Pugieu et Virieu-le-Grand,.

## Patrimoine ferroviaire
Le bâtiment voyageurs est toujours présent.